# 山本浄邦
山本 浄邦（やまもと じょうほう、1973年 - ）は日本のK-POP研究者、東アジア近現代史研究者、浄土真宗本願寺派僧侶。立命館大学授業担当講師、佛教大学総合研究所嘱託研究員などを務める。大阪府大阪市出身。佛教大学大学院文学研究科東洋史学専攻博士後期課程修了、博士（文学）。
1995年、大学時代に韓国を旅行しK-POPに出会って以降K-POPを追い続けている 。
韓国学中央研究院招聘研究員として2014年に渡韓、同研究院で2年間の研究生活ののち高麗大学校亜細亜問題研究所招聘研究員、外務省専門調査員（在釡山日本国総領事館勤務）などを経て2019年帰国 。
専門は韓国研究、朝鮮近現代史、日韓交流史。
『K-POP現代史──韓国大衆音楽の誕生からBTSまで』（単著、ちくま新書、2023年）、『明洞──街角の文化史』（第一著者、韓国学中央研究院出版部、2019年）、『韓流・日流──東アジア文化交流の時代』（編著、勉誠出版、2014年）ほか日本と韓国で複数の著書がある。

## 経歴
- 2018年4月 - 2019年3月 佛教大学総合研究所 特別研究員[3]
- 2017年3月 - 2019年3月 外務省在外公館（在釜山日本国総領事館） 専門調査員[3]
- 2016年4月 - 2018年3月 佛教大学 歴史学部 講師[3]
- 2014年4月 - 2018年3月 国際日本文化研究センター 海外共同研究員[3]
- 2016年11月 - 2017年2月 高麗大学校（韓国） 亜細亜問題研究所 ARI Fellow（招聘研究員）[3]
- 2015年3月 - 2016年3月 韓国学中央研究院 Visiting Fellow[3]
- 2015年3月 - 2015年7月 高麗大学（韓国） 韓流融複合研究所 上席研究員[3]
- 2014年3月 - 2015年2月 韓国学中央研究院 PDフェロー（招聘研究員）[3]